# Euchilotermes
Euchilotermes es un género de termitas isópteras perteneciente a la familia Termitidae que tiene las siguientes especies:
1. Euchilotermes acutidens
2. Euchilotermes quadriceps
3. Euchilotermes tensus
4. Euchilotermes umbraticola